# Raimund Baumschlager
Raimund Baumschlager přezdívaný Mundi (* 25. listopadu 1959 Rosenau am Hengstpaß, Rakousko), je rakouský rallyový jezdec a držitel 14. titulů šampiona Rakouska v rallye. Svého prvního celkového vítězství v rallye dosáhl v roce 1986 s vozem Opel Manta B i400. V letech 1988–2000 závodil především s vozy Volkswagen, z kraje devadesátých let byl dokonce i jezdcem Volkswagen Motorsport. Raimund Baumschlager je ženatý a má jednu dceru.

## Kariéra
Baumschlager získal licenci v roce 1978 a poté soutěžil v různých slalomových soutěžích. V roce 1982 jel první soutěž na Rallye Pyhrn-Eisenwurzen. V letech 1982 až 1985 jezdil hlavně v rakouském mistrovství v rally s malými finančními prostředky v různých vozidlech. Od roku 1986 se účastnil řady evropských závodů v rallycrossu. V roce 1987 se poprvé zúčastnil mistrovství světa v rallye a dosud se zúčastnil 12 závodů rally. V roce 1993 poprvé vyhrál rakouské mistrovství v rallye.
V roce 1995 se Baumschlager zúčastnil 24hodinových závodů ve Spa a na Nürburgringu s VW a v roce 1997 skončil čtvrtý v 24h Spa. V roce 1999 kromě účasti v rally závodil také ve ADAC VW New Beetle Cup a celkově obsadil 12. místo.
V letech 2003 až 2010 byl osmkrát za sebou v rakouském mistrovství v rallye šampionem, šestkrát s Mitsubishi Lancer Evolution, poslední dva se Škodou Fabia S2000. Další rakouské tituly získal v letech 2012 až 2015 a 2017. V roce 2019 ukončil kariéru v rally a věnuje se už pouze provozování svého týmu Baumschlager Rallye&Racing.
V roce 2004 zvítězil ve třídě naftových motorů ve 24hodinovém závodě na Nürburgringu. V roce 2005 se stal vicemistrem v šampionátu rallye Mitropa. Baumschlager byl vyhlášen hornorakouským sportovcem roku 2009.
Baumschlager má za sebou i několik startů v ČR, jeho nejlepším výsledkem je druhé místo na Rallye Český Krumlov 1996 s VW Golf Mk.3.

## Výsledky

### WRC
| Rok  | Tým                    | Auto                       | Třída   | 1   | 2       | 3     | 4       | 5       | 6       | 7   | 8       | 9   | 10    | 11  | 12     | 13      | 14  | 15  | 16  | Pořadí | Body |
| ---- | ---------------------- | -------------------------- | ------- | --- | ------- | ----- | ------- | ------- | ------- | --- | ------- | --- | ----- | --- | ------ | ------- | --- | --- | --- | ------ | ---- |
| 1987 | Raimund Baumschlager   | Toyota Corolla GT          | Group A | MON | SWE     | PRT   | KEN     | POR     | GRC     | USA | NZL     | ARG | FIN   | CIV | ITA 20 | GBR     |     |     |     | NC     | 0    |
| 1988 | Volkswagen Motorsport  | Volkswagen Golf II GTi 16V | Group A | MON | SWE     | PRT   | KEN     | POR     | GRC     | USA | NZL     | ARG | FIN   | CIV | ITA 8  | GBR     |     |     |     | 59.    | 3b   |
| 1989 | Volkswagen Motorsport  | Volkswagen Golf II GTi 16V | Group A | SWE | MON     | PRT   | KEN     | POR Ret | GRC Ret | NZL | ARG     | FIN | AUS   | ITA | CIV    | GBR     |     |     |     | NC     | 0    |
| 1990 | Volkswagen Motorsport  | Volkswagen Golf II GTi 16V | Group A | MON | PRT Ret | KEN   | POR 5   | GRC     | NZL     | ARG | FIN     | AUS | ITA   | CIV | GBR    |         |     |     |     | 27.    | 8b   |
| 1994 | SMS AG Revo Ingenieure | Ford Escort RS Cosworth    | Group A | MON | POR     | KEN   | FRA     | GRC Ret | ARG     | NZL | FIN Ret | ITA | GBR   |     |        |         |     |     |     | NC     | 0    |
| 1998 | Sawfish Racing         | Volkswagen Golf Kit Car    | Kit Car | MON | SWE     | KEN 6 | POR Ret | ESP     | FRA     | ARG | GRC     | NZL | FIN   | ITA | AUS    | GBR Ret |     |     |     | 20.    | 1b   |
| 2007 | Raimund Baumschlager   | Mitsubishi Lancer Evo IX   | PWRC    | MON | SWE     | NOR   | MEX     | POR     | ARG     | ITA | GRE     | FIN | GER 2 | NZL | ESP    | FRA     | JPN | IRE | GBR | NC     | 0    |